# 萊安·弗内什
萊安·弗内什（1986年4月20日—）是一位馬耳他足球運動員。在場上的位置是中場。他現在效力於馬耳他足球超級聯賽球隊瓦萊塔足球俱樂部。他也代表馬耳他國家足球隊參賽。